# Kobina Annan
Kobina Annan (* 1944) ist ein ghanaischer Diplomat im Ruhestand.
Kobina Annan ist der Sohn von Henry Reginald Annan und ein Bruder von Kofi Annan.

## Ausbildung
Er erwarb einen Bachelor in Wirtschaftswissenschaften am Macalester College, St. Paul, Minnesota.

## Werdegang
Von 1972 bis 2002 arbeitete er mit mehreren Unternehmen sowohl in Großbritannien wie in den Vereinigten Staaten zusammen, er war in dieser Zeit stellvertretender Geschäftsführer der Trillium International Inc., New York, Regionalleiter des US-Unternehmens Globe Inspection Ltd. in London, stellvertretender Leiter des Fortbildungsprogrammes des African American Institute, New York, für Südafrika, und Geschäftsführer der Marino Consulting Company Ltd, Accra.
Im Juli 2002 wurde er zum Botschafter in Rabat (Marokko) ernannt, wo er vom 4. Februar 2003 bis 2009 akkreditiert war.